# Begonia sosefiana
Begonia sosefiana là một loài thực vật có hoa trong họ Thu hải đường. Loài này được J.J.de Wilde & Valk. mô tả khoa học đầu tiên năm 2005.